# Jules Laroche
Pour les articles homonymes, voir Jules Laroche (acteur) et Laroche.
Jules Laroche, né à le 4 novembre 1872 Paris 7e (Seine) et mort le 13 juillet 1961 à Dinard (Ille-et-Vilaine)  est un diplomate et écrivain français.

## Biographie
Licencié en droit, Jules Alfred Laroche a notamment été en poste en Italie (1898-1913), en Pologne (comme ambassadeur de 1926 à 1935), en Belgique (ambassadeur après Paul Claudel, du 12 mars 1935 à octobre 1937).
À l'administration centrale du Quai d'Orsay, il avait été notamment sous-directeur « Europe » en 1918, membre des commissions territoriales et président de la commission de la révision des traités de 1919 à la Conférence de la paix. À ce titre, il fut l'un des principaux négociateurs du traité de Versailles. Jules Laroche eut à jouer un rôle déterminant pour que la Transylvanie fût attribuée aux Roumains et non aux Hongrois. Il écrivait :
« Une des questions qui provoquèrent le plus d’opposition de la délégation italienne fut celle de la délimitation de la Transylvanie. Elle voulait laisser à la Hongrie les grandes villes qui se trouvent à l’extrémité occidentale de cette province. Leur existence s’explique par la géographie. La Transylvanie est traversée par des vallées qui descendent des Carpates, et au débouché desquelles seulement ont pu trouver place des agglomérations dont l’importance économique est liée à l’arrière-pays. Les détacher de celui-ci, ç’eût été ruiner la région. J’emportai la décision en faisant valoir qu’en outre, dans ces villes, les Hongrois étaient l’élément immigré, alors que dans les campagnes avoisinantes, les paysans, race peu vagabonde et par conséquent autochtone, étaient Roumains. J’avais été appuyé par les Américains, et surtout par les Britanniques, à qui je devais le rappeler plus tard lors du Partage de la Haute Silésie. »
La nation roumaine et, bien entendu, l’Église orthodoxe autocéphale roumaine moderne, n’existeraient pas, telles que nous les connaissons, sans cet accord. Brătianu, le chef du gouvernement roumain, ne se présenta à la Conférence de Paris que le 22 février 1919, c’est-à-dire après l’attribution de la Transylvanie à la Roumanie par les grandes nations, accord confirmé par le traité de paix du Grand Trianon grâce en partie au travail diplomatique de Jules Laroche. Il est vrai que cent mille Roumains avaient acclamé, le 1er décembre 1918 à Alba Iulia, l’union de la Transylvanie avec le reste de la Roumanie, votée le même jour par la Grande Assemblée d’Alba Iulia. La synergie de l’Église et de l’État fonctionnait toujours, car cette union était soutenue par l’Église autocéphale roumaine de Transylvanie, devenue une première fois autocéphale en se détachant du patriarcat de Karlowitz (en) (24 décembre 1864 - 5 janvier 1865), dont le Synode érigeait alors une « Métropole autocéphale de Transylvanie » ayant son siège à Hermannstadt (aujourd'hui Sibiu).
Les deux autres principautés, Moldavie et Valachie, qui venaient de s’unir politiquement en un seul État, constituaient désormais les nouvelles frontières de la Roumanie. La règle qui avait été instaurée, pour le traité de Versailles, était celle-ci : seules les quatre grandes puissances siégeaient et présidaient les commissions qui avaient à régler les questions territoriales et des nouvelles frontières de l’Europe. Les autres nations devaient donc, chacune à leur tour, se présenter devant l’une des commissions pour plaider leur dossier. Dans la plupart des cas les décisions étaient ainsi déjà prises avant le plaidoyer du ministre de la nation concernée, comme dans le cas précis de la Roumanie.
Jules Laroche fut ensuite directeur à la direction des Affaires politiques et commerciales de 1920 à 1925, puis ambassadeur de France en Pologne durant toute la période du maréchal Piłsudski (1926-1935) et en Belgique 1935-1937). Il se retira revêtu de la dignité d'ambassadeur de France (1935) et élevé à celle de grand officier de la Légion d'honneur,.
Jules Laroche publiait des vers sous le nom de Jacques Sermaize.
Il est le père du banquier Philippe Laroche.

## Ouvrages
- Au Quai d'Orsay avec Briand et Poincaré (1913-1926), Paris, Hachette, 1928 ; 1957 (OCLC 2903469)

- Prix Thérouanne 1958 de l'Académie française
- Quinze ans à Rome avec Camille Barrère : 1898-1913, Paris, Plon, 1948

- Prix Montyon 1948 de l’Académie française
- L'Heure qui passe, Grenoble, Librairie dauphinoise H. Falque & Félix Perrin, 1910 [sous le nom de Jacques Sermaize]

- Prix Jules-Davaine 1912 de l’Académie française
- La Voie sacrée : poèmes de Rome et d'Italie, Paris, Bernard Grasset, 1913 [sous le nom de Jacques Sermaize]
- Une occasion perdue : la question des zones franches, Revue d'histoire diplomatique, 1955
- La Pologne de Piłsudski : souvenirs d'une ambassade, 1926-1935, Paris, Flammarion, 1953

- Prix Pouchard 1953 de l’Académie française
- Comment fut négocié le traité franco-monégasque du 17 juillet 1918, Paris, Éditions Auguste Pedone, 1955